# 运行系统
运行系统是公共交通中列车和公共汽车的运行路线的体系。

## 概况
在公共交通中，运行系统指的是有固定路线和指定停靠站且定期运行的系统，而且在实际情况中，一个运行系统可以指一条路线的全部或一部分，亦可以指多条衔接的路线。

## 运行系统表示方法
在大部分国家和地区的公共汽车、无轨电车、有轨电车、部分地铁等当中，存在着运行系统编号。而在部分国家和地区的公共交通中，则是以颜色来划分。而在少数地区的公共交通中，亦存在着编号和颜色同时表示的情况。某些运行系统还细分为站站停和其他優等列車，故在运行时会用符号或广播加以提示。